# Ctenus ravidus
Ctenus ravidus là một loài nhện trong họ Ctenidae.
Loài này thuộc chi Ctenus. Ctenus ravidus được Eugène Simon miêu tả năm 1886.